# Avenida de América (Madrid)
Avenida de América foi a primeira autoestrada da Espanha, localizada em Madri e inaugurada em 1955 pelo então ditador Francisco Franco junto ao emir do Iraque Abdul Illah. Começa na calle de Francisco Silvela e desemboca na plaza de Eisenhower. Sua importância econômica e política fez com que grandes empresas como a Compañía Española de Petróleos, Ibéria, IBM e Telefônica instalassem seus escritórios na mesma.

## Localização

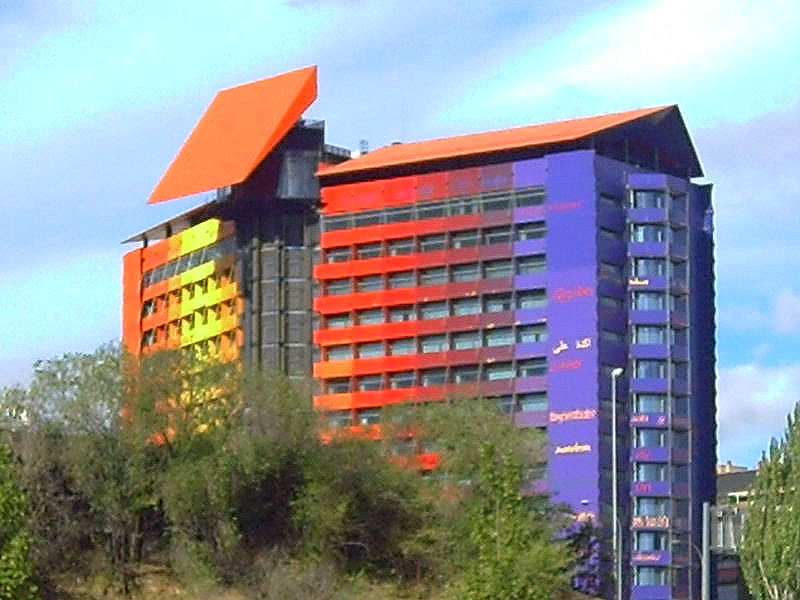
Hotel Puerta de América de Madrid

Situada no nordeste da cidade de Madrid. Esta avenida possui alguns edifícios dignos de atenção, como o Hotel Puerta de América, cujo desenho e decoração, a cargo de artistas como Jean Nouvel, Zaha Hadid, Arata Isozaki e Javier Mariscal, deram ao prédio uma estrutura de linhas modernistas.
Junto ao hotel se encontra o edifício Torres Blancas, obra de Francisco Javier Sáenz de Oiza, projetado em 1961, e construído entre 1964 e 1969. Este prédio foi o primeiro projeto reconhecido internacionalmente de Sáenz de Oiza, ganhando o prêmio de Excelência Europeia em 1974. A torre se destaca mais por seu projeto vanguardista, com predomínio de linhas curvas, que por sua altura.